# دونا آنا (نيومكسيكو)
دونا آنا (بالإنجليزية: Dona Ana CDP, New Mexico)‏ هي منطقة سكنية تقع بولاية نيومكسيكو في الولايات المتحدة. تبلغ مساحتها 1.66 كم2، وترتفع عن سطح البحر 1207.008 م، بلغ عدد سكانها 1,211 نسمة في عام 2010 حسب إحصاء مكتب تعداد الولايات المتحدة وتصل الكثافة السكانية فيها 729.5 نسمة لكل كيلومتر مربع (1,889.4/ميل2).

## التركيبة السكانية
حدّد مكتب تعداد الولايات المتحدة بيانات التركيبة السكانية لدونا آنا في تعداد الولايات المتحدة. في ما يلي، التركيبة السكانية حسب تعدادي 2000 و2010.

### تعداد عام 2000
بلغ عدد سكان دونا آنا 1,379 نسمة بحسب تعداد عام 2000، وبلغ عدد الأسر 447 أسرة وعدد العائلات 364 عائلة مقيمة في المنطقة السكنية. في حين سجلت الكثافة السكانية 830.7 نسمة لكل كيلومتر مربع (2,151.5/ميل2). وبلغ عدد الوحدات السكنية 465 وحدة بمتوسط كثافة قدره 280.1 لكل كيلومتر مربع (725.5/ميل2).
وتوزع التركيب العرقي للمنطقة السكنية بنسبة 45.76% من البيض و0.44% من الأمريكيين الأفارقة و1.67% من الأمريكيين الأصليين و0.51% من الأمريكيين ذوي الأصول الآسيوية و47.14% من الأعراق الأخرى و4.50% من عرقين مختلطين أو أكثر و87.09% من الهسبانيون أو اللاتينيون من أي عرق.
بلغ عدد الأسر 447 أسرة كانت نسبة 47.7% منها لديها أطفال تحت سن الثامنة عشر تعيش معهم، وبلغت نسبة الأزواج القاطنين مع بعضهم البعض 55.9% من أصل المجموع الكلي للأسر، ونسبة 17.9% من الأسر كان لديها معيلات من الإناث دون وجود شريك،  بينما كانت نسبة 7.6% من الأسر لديها معيلون من الذكور دون وجود شريكة وكانت نسبة 18.6% من غير العائلات. تألفت نسبة 16.3% من أصل جميع الأسر من عدة أفراد يعيشون في نفس المنزل ونسبة 5.6% كانت تتألف من شخص يعيش بمفرده يبلغ من العمر 65 عاماً أو أكثر. وبلغ متوسط حجم الأسرة المعيشية 3.09، أما متوسط حجم العائلات فبلغ 3.43.
بلغ العمر الوسطي للسكان 30.9 عاماً. وكانت نسبة 30.5% من القاطنين تحت سن الثامنة عشر، وكانت نسبة 11.4% بين الثامنة عشر والرابعة والعشرين عاماً، ونسبة 27.6% كانت واقعةً في الفئة العمرية ما بين الخامسة والعشرين والرابعة والأربعين عاماً، ونسبة 21.5% كانت ما بين الخامسة والأربعين والرابعة والستين، ونسبة 9.1% كانت ضمن فئة الخامسة والستين عاماً فما فوق. يوجد لكل 100 أنثى 98.4 ذكر، ويوجد لكل 100 أنثى في الثامنة عشر من عمرها فما فوق 94.1 ذكر.
بلغ متوسط دخل الأسرة في المنطقة السكنية 27,292 دولارًا، أما متوسط دخل العائلة فبلغ 32,685 دولارًا. وكان متوسط دخل الذكور 18,295 دولارًا مقابل 13,047 دولارًا للإناث. وسجل دخل الفرد الخاص بالمنطقة السكنية 10,542 دولارًا. وكانت نسبة 17.8% من العائلات ونسبة 22.8% من السكان تحت خط الفقر، وكان من هؤلاء نسبة 26.5% تحت سن الثامنة عشر ونسبة 44.2% في الخامسة والستين من العمر وما فوق.

### تعداد عام 2010
بلغ عدد سكان دونا آنا 1,211 نسمة بحسب تعداد عام 2010، وبلغ عدد الأسر 420 أسرة وعدد العائلات 322 عائلة مقيمة في المنطقة السكنية. في حين سجلت الكثافة السكانية 729.5 نسمة لكل كيلومتر مربع (1,889.4/ميل2). وبلغ عدد الوحدات السكنية 454 وحدة بمتوسط كثافة قدره 273.5 لكل كيلومتر مربع (708.4/ميل2).
وتوزع التركيب العرقي للمنطقة السكنية بنسبة 59.45% من البيض و0.41% من الأمريكيين الأفارقة و0.74% من الأمريكيين الأصليين و0.17% من الأمريكيين ذوي الأصول الآسيوية و37.24% من الأعراق الأخرى و1.98% من عرقين مختلطين أو أكثر و86.62% من الهسبانيون أو اللاتينيون من أي عرق.
بلغ عدد الأسر 420 أسرة كانت نسبة 42.6% منها لديها أطفال تحت سن الثامنة عشر تعيش معهم، وبلغت نسبة الأزواج القاطنين مع بعضهم البعض 48.3% من أصل المجموع الكلي للأسر، ونسبة 18.8% من الأسر كان لديها معيلات من الإناث دون وجود شريك،  بينما كانت نسبة 9.5% من الأسر لديها معيلون من الذكور دون وجود شريكة وكانت نسبة 23.3% من غير العائلات. تألفت نسبة 18.3% من أصل جميع الأسر من عدة أفراد يعيشون في نفس المنزل ونسبة 7.6% كانت تتألف من شخص يعيش بمفرده يبلغ من العمر 65 عاماً أو أكثر. وبلغ متوسط حجم الأسرة المعيشية 2.88، أما متوسط حجم العائلات فبلغ 3.30.
بلغ العمر الوسطي للسكان 36.6 عاماً. وكانت نسبة 28.5% من القاطنين تحت سن الثامنة عشر، وكانت نسبة 8% بين الثامنة عشر والرابعة والعشرين عاماً، ونسبة 22.5% كانت واقعةً في الفئة العمرية ما بين الخامسة والعشرين والرابعة والأربعين عاماً، ونسبة 26.3% كانت ما بين الخامسة والأربعين والرابعة والستين، ونسبة 14.8% كانت ضمن فئة الخامسة والستين عاماً فما فوق. وتوزع التركيب الجنسي للسكان بنسبة 51.9% ذكور و48.1% إناث.